# Pininfarina
Pininfarina je jednou z nejznámějších italských společností se zaměřením na design a vývoj karoserií pro automobily. Společnost byla založena 22. května 1930 v Turíně, tehdy již 37letým Giambattistou „Pinin“ Farinou (1893–1966). Z malé dílny je dnes holding obsahující pět společností, s obrovským zázemím pro 2500 zaměstnanců a výrobní kapacitou 40 000 vozidel.

## Začátky
V prvních letech existence, až do vypuknutí druhé světové války, společnost sloužila pro stavbu unikátních modelů, maximálně malých sérií, na bázi podvozků Alfy Romeo, Hispano Suiza, Lancia a FIAT. Již v roce 1931 představil Farina model Alfa Romeo Cabriolet 2+2. Byla to pro něj největší možná pocta a reklama zároveň, že firma, která vyhrávala jeden závod za druhým a která nestačila uspokojovat objednávky, svolila, aby podvozek ozdobila karoserie začínajícího autora. Farina už v této době začíná experimentovat s aerodynamickými karoseriemi, které podtrhovaly moderní techniku podvozků a motorů Alfy Romeo. Prvním vozem, který Pinninfarinu vnesl do světového povědomí, byl vůz Cisitalia 202 představený v roce 1947.

## Legenda jménem Spider
Nová éra spolupráce firem Alfa Romeo a Carozzeria Pinin Farina, přišla až se zakázkou na návrh modelu Spider na bázi mimořádně úspěšné Giulietty. Začátkem padesátých let se ve finále sešly dva prototypy od Bertoneho a Fariny. Po dlouhých jednáních zvítězil právě Farina a navíc Alfa Romeo rozhodla, že zadá studiu Pinin Farina i výrobu tohoto vozu. Alfa Romeo Spider měl být pouze malosériovým vozem a navíc výhradně exportním zbožím pro bohaté zákazníky v USA. Nakonec se z Alfy Romeo Spider stala modla, která přešla desetiletí a stala se jednou z ikon slavné automobilky.

## Sergio Farina
V roce 1959 převzal rodinný podnik syn Sergio, designer světového věhlasu, který pokračoval ve stopách svého otce. Na začátku padesátých let byl prostředníkem mezi svým otcem a Enzem Ferrarim, kteří se neměli příliš v lásce, a především jeho zásluhou došlo ke spolupráci s automobilkou Ferrari. Sergio byl zručný obchodník a z jeho popudu vznikla spolupráce i se zahraničními automobilkami, především s francouzským Peugeotem. Desetiletí 1960–1970 bylo ve znamení vzniku nových úspěšných modelů jako Alfa Romeo Duetto, Ferrari Dino, Fiat Dino, Fiat 124 Sport Spider, Peugeot 404 a 504.

## Pininfarina
Ve skutečnosti jde o složeninu dvou jmen. Pinin je Farinovo chlapecké jméno, které si Italové rádi nechávají (jako Giuseppe Nino Farina). Spojením těchto jmen vznikl název firmy ale i nové příjmení, když v roce 1961 starý pan Farina definitivně předal žezlo firmy synovi a požádal o změnu příjmení na Pininfarina.

## Další odvětví
Pininfarina se nevěnuje pouze automobilům, ale dělá design i v jiných oblastech.
Příklady dalšího užitého designu:
- Pylon na olympijský oheň pro Zimní olympijské hry 2006
- Skleněná 0,33 l láhev Mattoni
- rychlovarné konvice
- luxusní dveřní kování

## Vozy

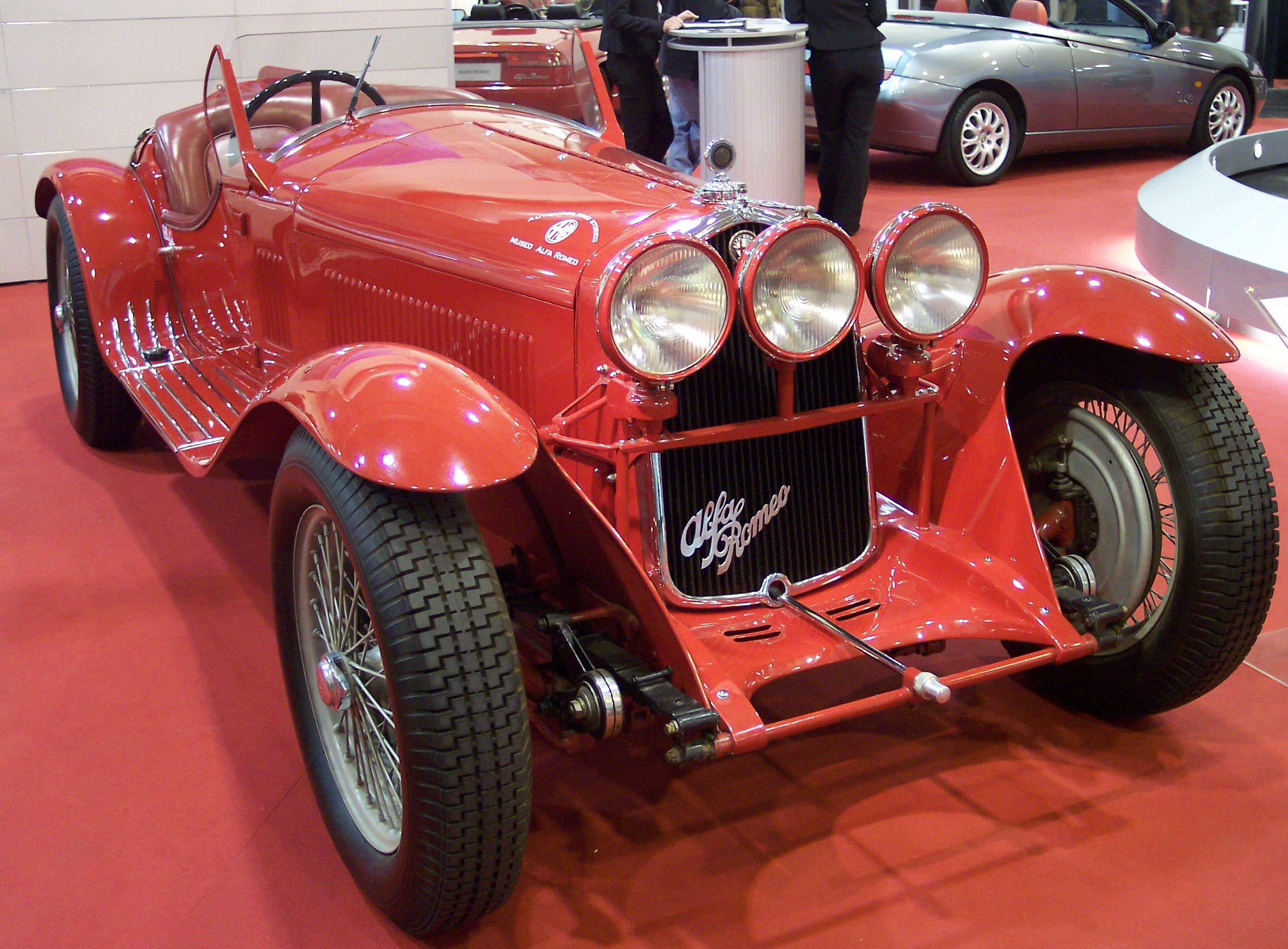
Alfa Romeo 8C

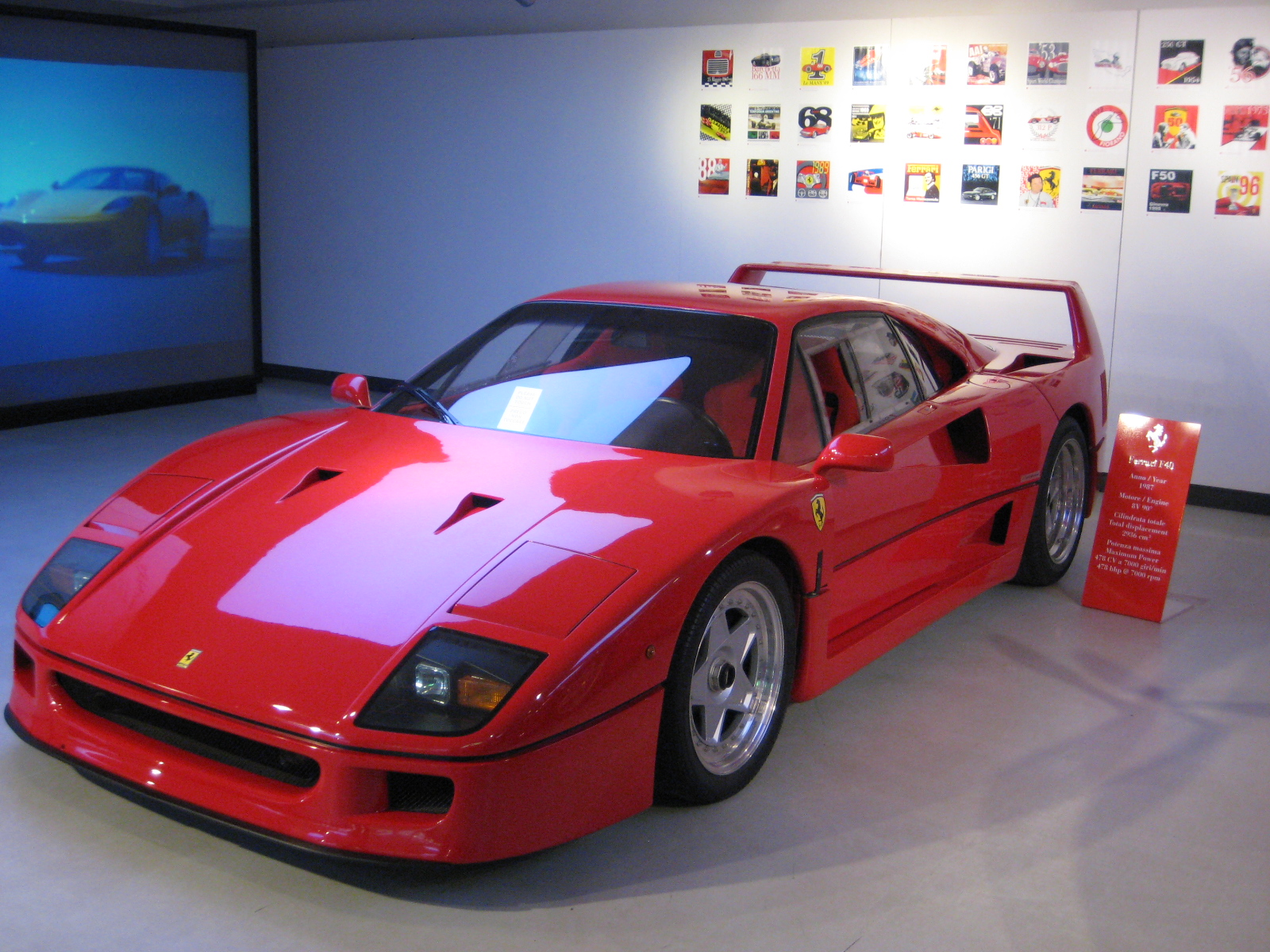
Ferrari F40

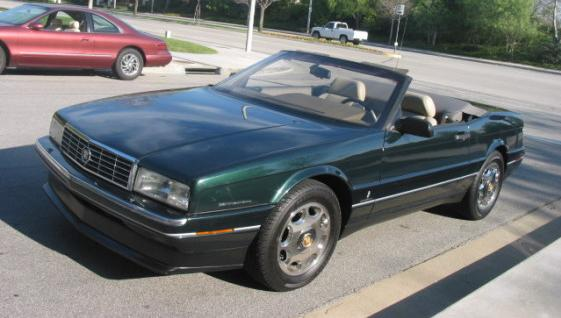
Cadillac Allanté

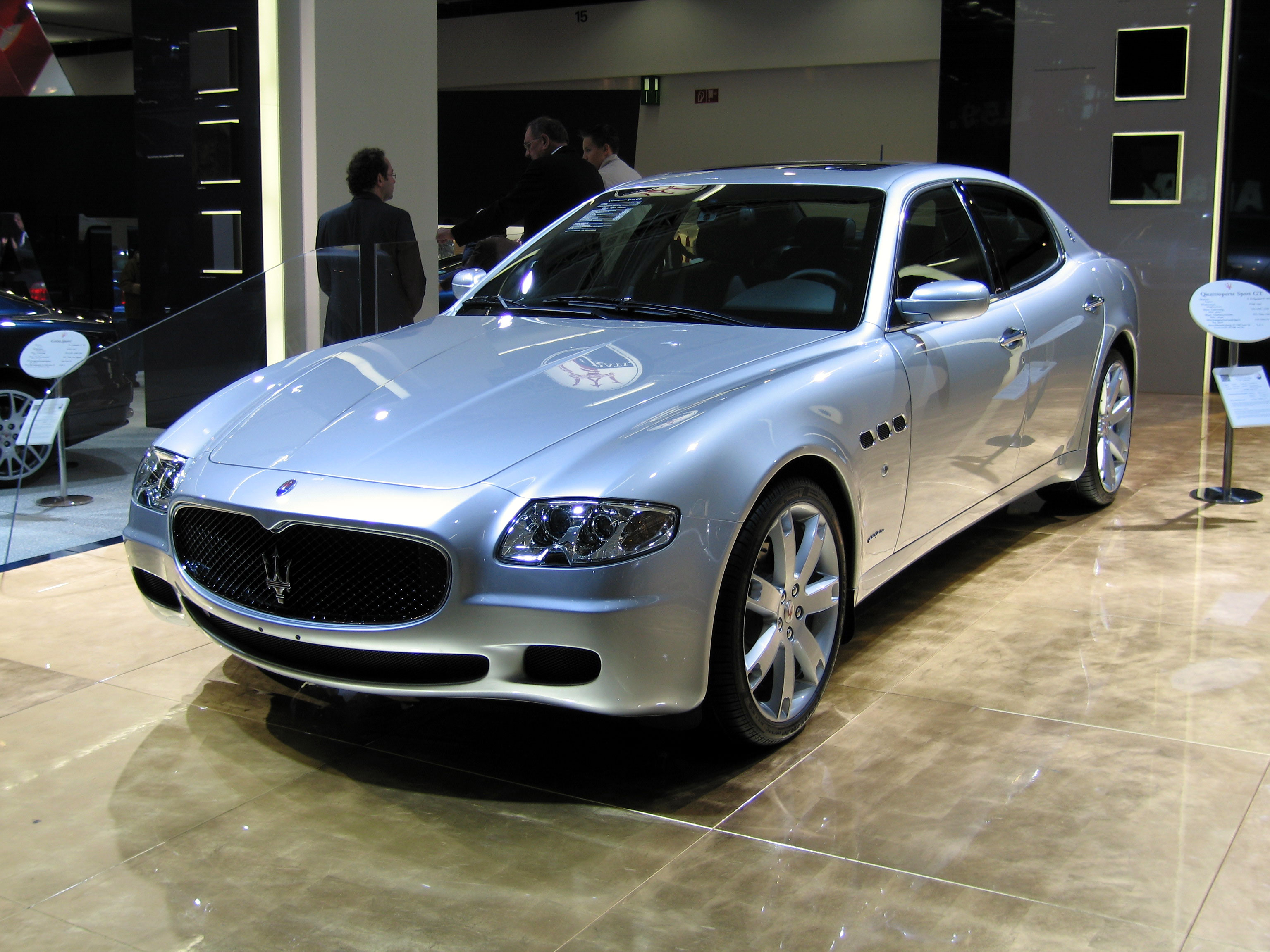
Maserati Quattroporte

1933 Alfa Romeo 8C 2300
1936 Lancia Aprilia
1952 Ferrari 250
1955 Ferrari 410 Superamerica
1956 Austin A40 Farina
1957 Lancia Flaminia
1962 British Leyland 1100 (ADO16) line
1964 BMC 1800 (ADO17) line
1964 Ferrari 275
1965 Dino 206
1966 Alfa Romeo 1600 Spider Duetto
1966 Ferrari 330 GTC
1966 Fiat 124 Sport Spider
1966 Fiat Dino Spider
1968 Ferrari Daytona
1968 Peugeot 504
1971 Fiat 130 Coupe
1973 Ferrari 365 GT4 BB
1975 Lancia Montecarlo
1978 Jaguar XJ-S
1980 Ferrari Mondial
1984 Ferrari Testarossa
1986 Cadillac Allanté
1986 Peugeot 205 Cabriolet
1987 Alfa Romeo 164
1987 Ferrari F40
1994 Fiat Coupé
1995 Alfa Romeo GTV / Spider
1995 Peugeot 405
1997 Peugeot 306 Cabriolet
1997 Peugeot 406 Coupé
1999 Peugeot 406 Berlina
1999 Songhuajiang Zhongyi Hafei
1999 Mitsubishi Pajero Pinin
2000 Daewoo Tacuma
2000 Ferrari 550 Barchetta
2000 Hispano Habit
2002 Ferrari 575M Maranello
2002 Ferrari Enzo
2002 Daewoo Nubira
2003 Maserati Quattroporte
2003 Ford StreetKa
2006 Ford Focus CC